# Obolcola hastata
Obolcola hastata là một loài bướm đêm trong họ Geometridae.